# Хостел

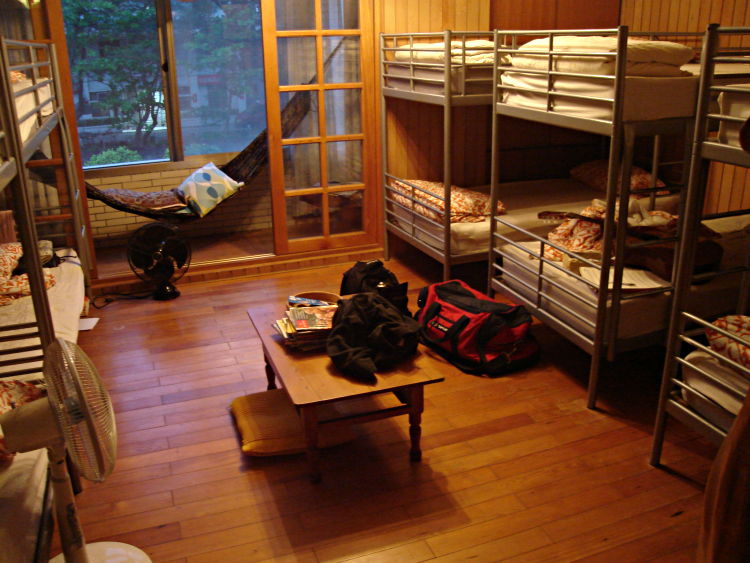
Вид на комнату для совместного проживания нескольких постояльцев на Тайване.

Хостел (англ. hostel «общежитие») — система размещения, предоставляющая своим постояльцам на короткий или длительный срок жильё, представляющее собой, как правило, спальное место без дополнительных удобств в комнате.[уточнить]

## История хостелов

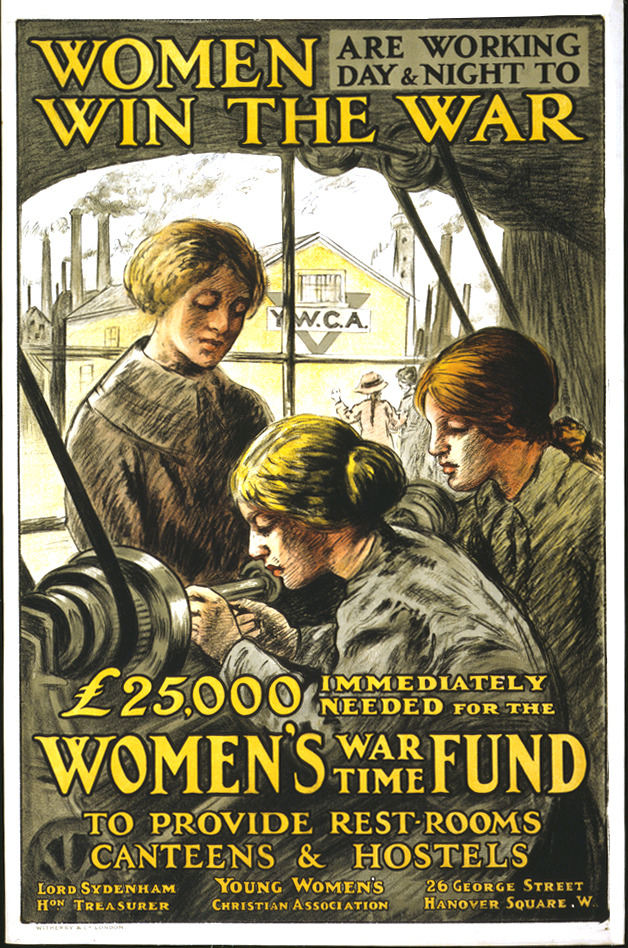
Этот плакат, начиная с 1915 года, способствовал поддержке Женского фонда военного времени, обеспечивавшего общежитиями и жильём трудящихся женщин Соединённого Королевства во время Первой мировой войны

Исторически, хостелы — это некий симбиоз европейских апартаментов, русских доходных домов и американских мотелей, которые ещё сотни лет назад предлагали непривередливым путешественникам недорогое место для ночёвки.
Первый хостел в сегодняшнем значении этого слова был основан в начале XX века, в 1909 году, в Германии. Однажды школьный учитель по имени Рихард Ширманн решил по выходным вывозить своих учеников за город. Школьники были из бедных семей, ночевать где-то за деньги не представлялось возможным. Ночевали в местных школах — всё равно в выходные и на каникулах они пустовали. Постепенно в голове Ширманна сформировалась идея недорогого размещения для молодёжи, которое работало бы на постоянной основе. Первый такой хостел учитель обустроил прямо в школе, в которой работал. Вечером Ширманн с несколькими учениками выносили из классов парты и стулья, а на полу укладывали мешки с соломой. Рано утром гости помогали учителю вынести эти импровизированные койки и расставить обратно парты и стулья. Со временем первый хостел переехал в замок Алтена, где существует до сих пор.

## Квартирные хостелы

### В России
С вступлением в силу нового ГОСТа с 01.01.2015 открытие хостелов квартирного типа разрешено, если они соответствуют требованиям. По актуальному ГОСТу, хостелы, расположенные в квартирах многоквартирных жилых домов (как правило, мини-хостелы и малые хостелы) могут иметь вход через общий подъезд с соседями. При этом помимо ГОСТа, они должны соответствовать Жилищному кодексу РФ, техническим регламентам, СанПинам и другим, указанным в ГОСТе нормативным актам.
6 марта 2019 года Госдума РФ приняла законопроект о запрете на размещение хостелов в жилых помещениях. По мнению депутатов, подобные хостелы ущемляют интересы других жильцов многоквартирных домов. Согласно новым нормам, хостелы могут быть открыты только в квартире на первом этаже, имеющей отдельный вход; причем, владельцам придется перевести собственную квартиру в разряд нежилого помещения. В течение месяца шло согласование с Советом Федерации, после чего в апреле новую редакцию законопроекта приняли обе палаты Федерального собрания. 15 апреля Федеральный закон № 59-ФЗ «О внесении изменений в статью 17 Жилищного кодекса Российской Федерации» подписал президент Владимир Путин.
1 октября 2019 года этот закон вступил в силу.

## Капсульный хостел
Капсульный хостел — это вид размещения для туристов, который отличается и от капсульных отелей, и от привычных хостелов.
Идея спальной капсулы заимствована из капсульных отелей, придуманных несколько десятилетий назад в Японии.
Капсула — это изолированное спальное место в форме цилиндра или параллелепипеда, его размер может быть различным в зависимости от производителя. Как правило, в длину капсулы имеют больше двух метров и в ширину больше метра, что достаточно для размещения даже высокого человека. Вход-выход в капсуле может быть с торца или сбоку. Капсулы вентилируемые (в них поддерживается температура окружающей среды) и обычно шумоизолированы, хотя уровень шумоизоляции может быть разным.
Отличия капсульного хостела от:
- Обычного хостела — спальные капсулы вместо кроватей. Таким образом создается индивидуальное пространство внутри общей комнаты хостела.
- Капсульного отеля — наличие общей гостиной, кухни с возможностью самостоятельно готовить, дополнительные услуги. В капсульных отелях в распоряжении гостя только сама капсула и общие санузлы.

## См. также

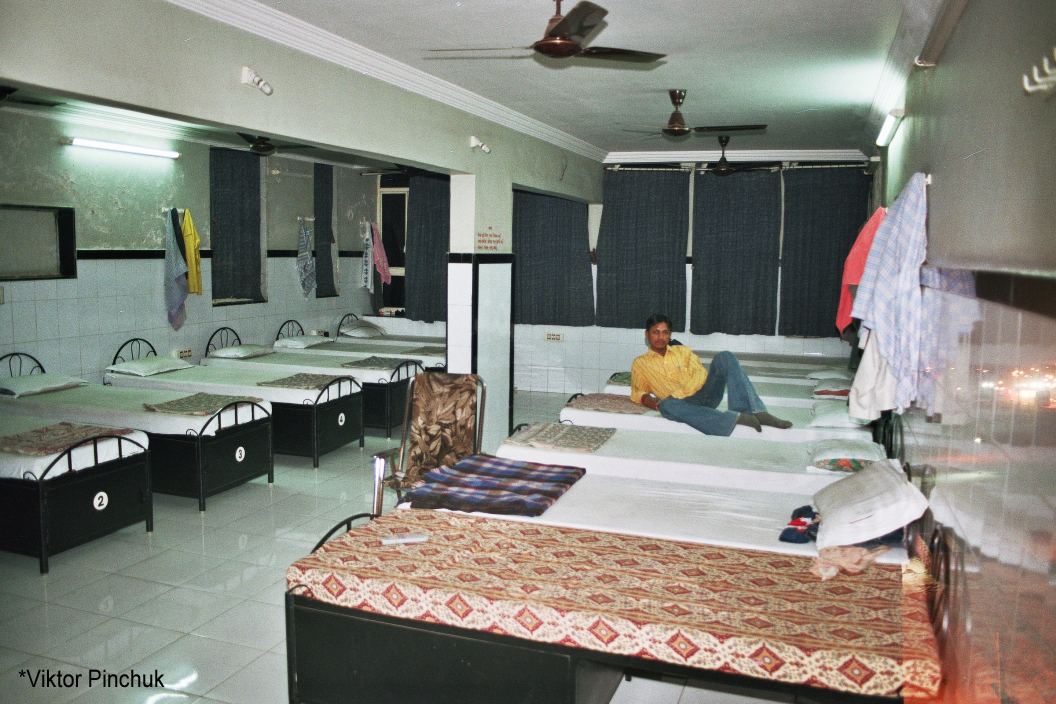
12-местная комната в хостеле г. Сурат (Индия).